# Thunder (banda)

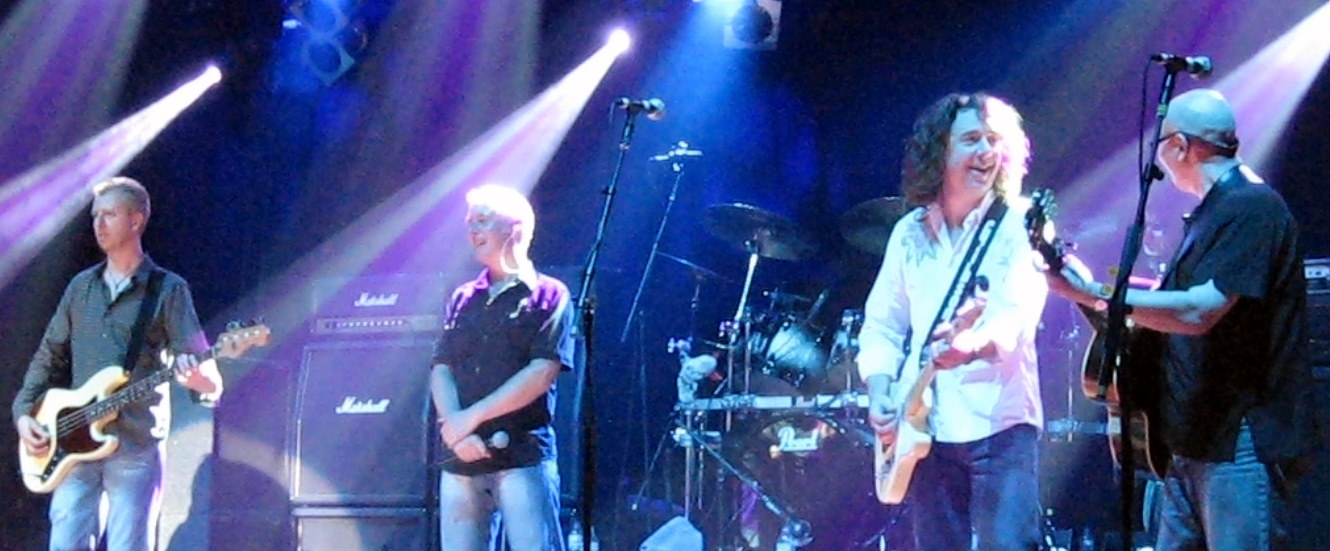
Thunder é uma banda britânica de hard rock formada em 1989

Thunder é uma banda britânica de hard rock formada em 1989.

## Membros
- Danny Bowes - Vocais (1989-2000, 2002-2009, 2011-presente)
- Luke Morley - Guitarras (1989-2000, 2002-2009, 2011-presente)
- Gary 'Harry' James - Bateria (1989-2000, 2002-2009, 2011-presente)
- Ben Matthews - Teclados (1989-2000, 2002-2009, 2011-presente)
- Chris Childs - Baixo Elétrico (1996-2000, 2002-2009, 2011-presente)

## Discografia

### Álbuns de Estúdio
| 1990                                                                            | Backstreet Symphony - Release date: 4 April 1990 - Label: EMI, Geffen                | 21 | —  | —  | —  | —  | —  | 114 | - BPI: ouro |
| 1992                                                                            | Laughing on Judgement Day - Release date: 24 August 1992 - Label: EMI, Geffen        | 2  | —  | 80 | —  | 37 | 33 | —   | - BPI: ouro |
| 1995                                                                            | Behind Closed Doors - Release date: 23 January 1995 - Label: EMI                     | 5  | —  | 56 | —  | 22 | 44 | —   |             |
| 1996                                                                            | The Thrill of It All - Release date: 2 February 1997 - Label: B Lucky                | 14 | 40 | —  | 89 | —  | —  | —   |             |
| 1999                                                                            | Giving the Game Away - Release date: 15 March 1999 - Label: Eagle                    | 49 | —  | —  | —  | —  | —  | —   |             |
| 2003                                                                            | Shooting at the Sun - Release date: 7 April 2003 - Label: STC, Frontiers, JVC/Victor | —  | —  | —  | —  | —  | —  | —   |             |
| 2005                                                                            | The Magnificent Seventh - Release date: 25 January 2005 - Label: STC                 | 70 | —  | —  | —  | —  | —  | —   |             |
| 2006                                                                            | Robert Johnson's Tombstone - Release date: 30 October 2006 - Label: STC              | 56 | —  | —  | —  | —  | —  | —   |             |
| 2008                                                                            | Bang! - Release date: 3 November 2008 - Label: STC                                   | 62 | —  | —  | —  | —  | —  | —   |             |
| 2015                                                                            | Wonder Days - Release date: 16 February 2015 - Label: earMUSIC                       | 9  | —  | 47 | —  | —  | 52 | —   |             |
| 2017                                                                            | Rip It Up - Release date: 10 February 2017 - Label: earMUSIC                         | 3  | —  | 24 | —  | —  | 27 | —   |             |
| "—" denotes releases that did not chart or were not released in that territory. |                                                                                      |    |    |    |    |    |    |     |             |

### Ao Vivo[11]
| 1995                                                                            | Live Circuit - Label: Toshiba EMI                                             | —   |
| 1998                                                                            | Live - Label: Eagle Rock/JVC                                                  | 35  |
| 2000                                                                            | Open the Window, Close the Door – Live in Japan - Label: JVC                  | —   |
| 2000                                                                            | They Think It's All Over... It Is Now - Label: Repertoire/STC Recordings      | 108 |
| 2001                                                                            | They Think It's All Acoustic... It Is Now - Label: Toshiba EMI/STC Recordings | —   |
| 2001                                                                            | Live at Donington Monsters of Rock 1990 - Label: Toshiba EMI                  | —   |
| 2002                                                                            | Symphony and Stage - Label: Snapper                                           | —   |
| 2004                                                                            | The Best of Thunder Live! - Label: Armoury Records                            | —   |
| 2004                                                                            | Live at the Bedford Arms - Label: STC Recordings                              | —   |
| 2005                                                                            | Live at Rock City - Label: STC Recordings                                     | —   |
| 2005                                                                            | Live at Rock City - Case #2 - Label: STC Recordings                           | —   |
| 2006                                                                            | The Xmas Show - Live 2005 - Label: STC Recordings                             | —   |
| 2006                                                                            | The Magnificent Five Do Xmas! - Label: STC Recordings                         | —   |
| 2007                                                                            | The Xmas Show - Live 2006 - Label: STC Recordings                             | —   |
| 2007                                                                            | Rock City 6 - The Smell of Snow - Label: STC Recordings                       | —   |
| 2008                                                                            | The Xmas Show - Live 2007 - Label: STC Recordings                             | —   |
| 2008                                                                            | Rock City 8 - The Turkey Strikes Back - Label: STC Recordings                 | —   |
| 2009                                                                            | The Xmas Show - Live 2008 - Label: STC Recordings                             | —   |
| 2009                                                                            | Rock City 10 - A Christmas Cracker - Label: STC Recordings                    | —   |
| 2009                                                                            | 20 Years and Out - The Farewell Tour Live - Label: Concert Live               | —   |
| 2010                                                                            | Live at the BBC (1990 - 1995) - Label: EMI                                    | —   |
| 2010                                                                            | Rough & Ready - Label: STC Recordings                                         | —   |
| 2012                                                                            | The Xmas Show - Live 2011 - Label: STC Recordings                             | —   |
| 2012                                                                            | Rock City 12 - The Baubles Are Back in Town - Label: STC Recordings           | —   |
| 2013                                                                            | The Xmas Show - Live 2012 - Label: STC Recordings                             | —   |
| 2013                                                                            | The Mancunian Candidate - Label: STC Recordings                               | —   |
| 2013                                                                            | Live at Donington 1990 & 1992 - Label: Parlophone                             | 73  |
| 2014                                                                            | The Xmas Show - Live 2013 - Label: STC Recordings                             | —   |
| 2014                                                                            | Back to the Black Country - Label: STC Recordings                             | —   |
| 2016                                                                            | All You Can Eat - Label: earMUSIC                                             | —   |
| 2016                                                                            | Live At Loud Park - Label: earMUSIC                                           | —   |
| "—" denotes releases that did not chart or were not released in that territory. |                                                                               |     |

### EPs[12]
| Título                    | Detalhes                                                            |
| ------------------------- | ------------------------------------------------------------------- |
| The Only One              | - Lançamento: 1998                                                  |
| The Only One (Live)       | - Lançamento: 1998                                                  |
| Six Shooter               | - Lançamento: 2005                                                  |
| Six of One                | - Lançamento: 2007                                                  |
| Half a Dozen of the Other | - Lançamento: 2008                                                  |
| The Joy of Six            | - Lançamento: 2008                                                  |
| Killer                    | - Lançamento: 2015 (as part of 'Wonder Days' Deluxe CD Bundle)      |
| Resurrection Day          | - Lançamento: 2015 (iTunes exclusive)                               |
| Broken Mirror             | - Lançamento: 2017 (as part of 'Rip It Up' Deluxe CD/vinyl Bundles) |

### Coletâneas[13]
| 1995                                                                            | Their Finest Hour (and a bit)         | 22  | - BPI: prata |
| 1998                                                                            | Burrn! Presents : The Best of Thunder | —   |              |
| 1999                                                                            | The Rare, the Raw, and the Rest       | 109 |              |
| 2000                                                                            | Gimme Some...                         | —   |              |
| 2001                                                                            | Rock Champions                        | —   |              |
| 2003                                                                            | Ballads                               | —   |              |
| 2009                                                                            | The EP Sessions 2007-2008             | —   |              |
| 2009                                                                            | The Very Best of Thunder              | 80  |              |
| 2015                                                                            | The Best of Thunder 1989-1995         | —   |              |
| "—" denotes releases that did not chart or were not released in that territory. |                                       |     |              |

## Singles[12]
| Ano  | Single                                  | Desempenho nas Paradas Musicais | Desempenho nas Paradas Musicais | Desempenho nas Paradas Musicais | Desempenho nas Paradas Musicais | Àlbum                                              |
| Ano  | Single                                  | UK Singles Chart                | UK Rock Chart                   | Billboard Hot 100               | U.S Mainstream Rock             | Àlbum                                              |
| ---- | --------------------------------------- | ------------------------------- | ------------------------------- | ------------------------------- | ------------------------------- | -------------------------------------------------- |
| 1989 | "She's so Fine"                         | 98                              | –                               | –                               | -                               | Back Street Symphony                               |
| 1990 | "Dirty Love"                            | 32                              | –                               | 55                              | 10                              | Back Street Symphony                               |
| 1990 | "Backstreet Symphony"                   | 25                              | 1                               | –                               | -                               | Back Street Symphony                               |
| 1990 | "Gimme Some Lovin'"                     | 36                              | –                               | –                               | -                               | Back Street Symphony                               |
| 1990 | "She's So Fine (re-release)"            | 34                              | –                               | –                               | -                               | Back Street Symphony                               |
| 1991 | "Love Walked In"                        | 21                              | 1                               | –                               | 31                              | Back Street Symphony                               |
| 1992 | "Low Life in High Places"               | 22                              | –                               | –                               | -                               | Laughing on Judgement Day                          |
| 1992 | "Everybody Wants Her"                   | 36                              | –                               | –                               | -                               | Laughing on Judgement Day                          |
| 1993 | "A Better Man"                          | 18                              | 1                               | –                               | -                               | Laughing on Judgement Day                          |
| 1993 | "Like a Satellite"                      | 25                              | –                               | –                               | -                               | Laughing on Judgement Day                          |
| 1994 | "Stand Up"                              | 23                              | 1                               | –                               | -                               | Behind Closed Doors                                |
| 1995 | "River of Pain"                         | 31                              | –                               | –                               | -                               | Behind Closed Doors                                |
| 1995 | "Castles in the Sand"                   | 30                              | –                               | –                               | -                               | Behind Closed Doors                                |
| 1995 | "In a Broken Dream"                     | 26                              | 1                               | –                               | -                               | The Best of Thunder, Their Finest Hour (and a bit) |
| 1996 | "Don't Wait Up"                         | 27                              | –                               | –                               | -                               | The Thrill of It All                               |
| 1997 | "Love Worth Dying For"                  | 60                              | –                               | –                               | -                               | The Thrill of It All                               |
| 1998 | "The Only One"                          | 31                              | –                               | –                               | -                               | Thunder Live                                       |
| 1998 | "Play That Funky Music"                 | 39                              | -                               | –                               | -                               | Giving the Game Away                               |
| 1999 | "You Wanna Know (Just Another Suicide)" | 49                              | –                               | –                               | -                               | Giving the Game Away                               |
| 2003 | "Loser"                                 | 48                              | –                               | –                               | -                               | Shooting at the Sun                                |
| 2004 | "I Love You More Than Rock n' Roll"     | 27                              | 1                               | –                               | -                               | The Magnificent Seventh                            |
| 2006 | "The Devil Made Me Do It"               | 40                              | 15                              | –                               | -                               | Robert Johnson's Tombstone                         |